# Rosamunde Pilcher: Stürmische Begegnung
Stürmische Begegnung ist eine deutsch-österreichische Gemeinschaftsproduktion des ZDF und des ORF von 1993 unter der Regie von Helmut Förnbacher. Die Hauptrollen des Films sind besetzt mit Sophie von Kessel und Michael Lesch, tragende Rollen mit Rolf Hoppe, Horst Günter Marx, Heidelinde Weis, Karl Merkatz, Louise Martini und Horst Janson.
Das Drehbuch von Barbara Engelke beruht auf dem gleichnamigen Roman von Rosamunde Pilcher Es handelt sich um die zweite Verfilmung eines von Rosamunde Pilcher geschriebenen Romans und die erste Verfilmung durch das ZDF für die Rosamunde-Pilcher-Filmreihe. Zugleich handelt es sich  um den Auftaktfilm für die Reihe „Herzkino-Filme“ des ZDF.

## Handlung
Rebecca Bayliss, die gerade umgezogen ist, besucht auf der Suche nach Stühlen ein Londoner Antiquitätengeschäft und lernt dabei den charmanten Inhaber Joss Gardner kennen. Zurück an ihrer Arbeitsstelle, einem Buchladen, findet sie einen Brief vor, der schon drei Wochen alt ist, von Otto Peddersen stammt, und die Mitteilung enthält, dass Rebeccas Mutter Lisa schwer krank ist. Auf dem Flughafen in Ibiza erfährt sie von Peddersen, dass ihre Mutter seit einem Jahr an Leukämie leidet, aber nicht wollte, dass sie davon erfährt. Als Rebecca auf den Tod ihrer Großmutter, die sie nie kennengelernt hat, zu sprechen kommt, meint ihre Mutter bitter, da sei ihr nichts entgangen, die Atmosphäre, die im Haus geherrscht habe, habe einen erdrücken können. Obwohl das Landgut „Boscarva“ in Cornwall so schön gewesen sei, habe ihre Mutter es gehasst. Ihr Vater Grenville habe sich immer mehr in sein Atelier zurückgezogen und gemalt und sie selbst habe irgendwann nur noch den Wunsch gehabt, das alles hinter sich zu lassen.
Kurz bevor ihre Mutter stirbt, nimmt sie Rebecca das Versprechen ab, nach Cornwall zu fahren. So begibt sich Rebecca nach Porthkerris, was mit einigen Schwierigkeiten verbunden ist. Ganz überraschend trifft sie unterwegs Joss Gardner wieder. Er erzählt ihr, dass er auf „Boscarva“ Möbel restauriere und auch deswegen in der Gegend sei. In einem Pub macht sie die Bekanntschaft von Eliot Bayliss, ihrem Cousin, ohne zu wissen, wer er ist. Gardner klärt sie auf. Als sie unterwegs nach „Boscarva“ ist, trifft sie Eliot, der sie mit seinem Wagen mitnimmt. Auf dem Landgut wird Rebecca freundlich aufgenommen. Neben Eliots Mutter Mollie lernt sie auch eine entfernte Verwandte kennen, die junge Andrea, die sich zu langweilen scheint. Das Zusammentreffen mit ihrem Großvater Grenville ist aufschlussreich. Er deutet an, dass Molly und vor allem Eliot hoffen würden, bald in den Genuss des Erbes zu kommen.
Nachdem Rebecca sich von Joss auf einen Kaffee in dessen Wohnung hat einladen lassen, kommt es zwischen beiden zu einem Kuss. Kurz darauf entdeckt Rebecca in einem unfertigen Raum von Joss’ Wohnung den Sekretär, der ihrer Mutter gehörte, und auf dem Landgut schon vermisst wird. Rebecca weiß nicht, was sie glauben soll und ist völlig durcheinander. Sie teilt ihrem Großvater mit, dass sie erst einmal zurück nach London in ihre Wohnung wolle. Ihr Großvater gibt ihr den Schlüssel zu seinem Atelier, damit sie sich dort ein Bild aussuchen und mitnehmen kann. Endlich stößt sie auf ein Porträt der mysteriösen Sophia, die ihr Großvater immer wieder gemalt hat. Allerdings tauchten bisher nur Bilder auf, die sie mit abgewandtem Gesicht zeigten.
Als Andrea am Abend von Morris Petcomp in einem bemitleidenswerten Zustand im Gutshaus abgeliefert wird, erzählt sie, dass Joss, mit dem sie eine Verabredung gehabt habe, zudringlich geworden sei und sie geschlagen habe, als sie sich ihm entziehen wollte. Petcomp schlägt daraufhin mit der indirekten Zustimmung von Eliot vor einem Pub mit einer Eisenstange auf Joss ein und verletzt ihn erheblich. Als Rebecca davon erfährt, eilt sie sofort zu Joss, der ihr bei dieser Gelegenheit auch erzählt, was es mit Andreas Behauptung und mit dem Sekretär wirklich auf sich hat. Rebecca sei sauer gewesen, dass er nicht mit ihr habe essen gehen wollen, daraufhin habe er sie seiner Wohnung verwiesen. Den Sekretär habe er von einem Händler erworben, der ihn von Eliot gekauft habe, der bis zum Hals in Schulden stecke.
Als alle auf dem Gut vereint sind, klärt sich auch auf, warum es nur ein Bild gibt, das Sophias Gesicht zeigt, sie war die Mutter von Joss und das Porträt offenbart die große Ähnlichkeit zwischen Mutter und Sohn. Grenville wusste immer, dass Joss sein Enkel ist, weshalb er stets seine schützende Hand über ihn hielt. Er erzählt seiner Familie, dass Sophia die einzige Frau gewesen sei, die er wirklich geliebt habe, eine sehr stolze ungewöhnliche Frau, die aber nicht gewollt habe, dass er sich ihretwegen scheiden lasse. Eliot reagiert bitter, wendet sich ab und meint, man habe ihn zum letzten Mal gesehen. Molly läuft hinter ihrem Sohn her. Joss meint, Rebecca solle mit ihm nach London fahren, dort werde man ihre Sachen packen und übermorgen sei man zurück auf „Boscarva“, und nun solle sie „es“ endlich sagen. Woraufhin sie sich gegenseitig ihre Liebe gestehen.

## Produktion

### Produktionsnotizen
Es handelt sich um eine Produktion der Frankfurter Filmproduktion GmbH, des Zweiten Deutschen Fernsehens (ZDF) und des Österreichischen Rundfunks (ORF).
Rosamunde Pilcher hat im Film einen Cameo-Auftritt. Als Sophie von Kessel in ihrer Rolle als Rebecca Bayliss vor der fiktiven Porthkerris-Gallery in St Ives steht, geht sie dort vorbei.

### Drehorte

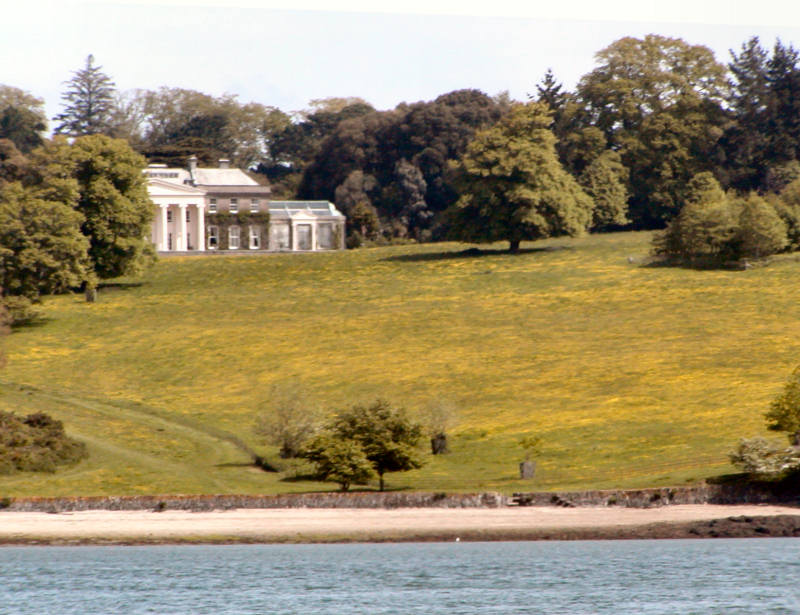
Trelissick, Herrenhaus, wo die Außenaufnahmen entstanden

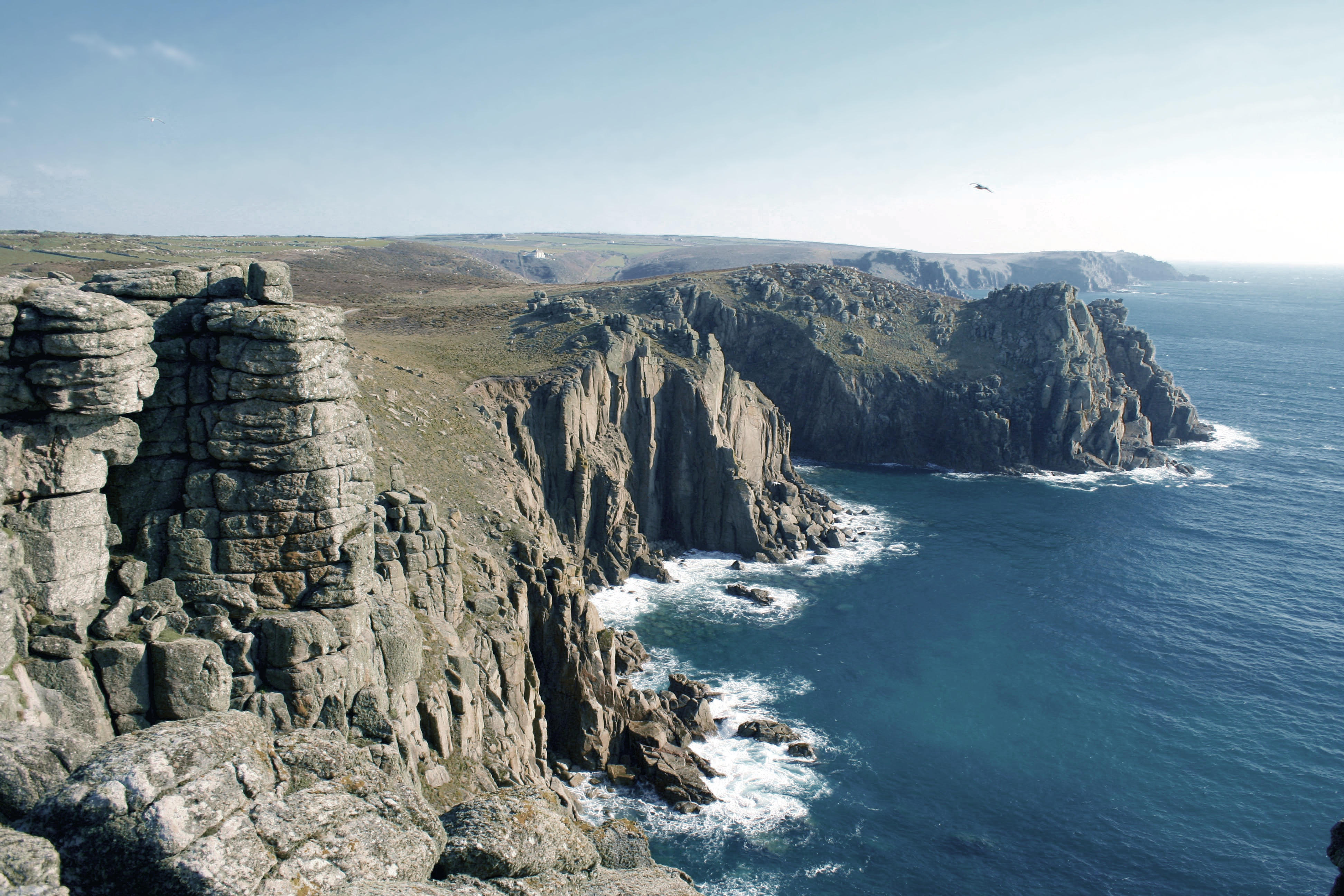
Land’s End, wo mehrere Szenen spielen

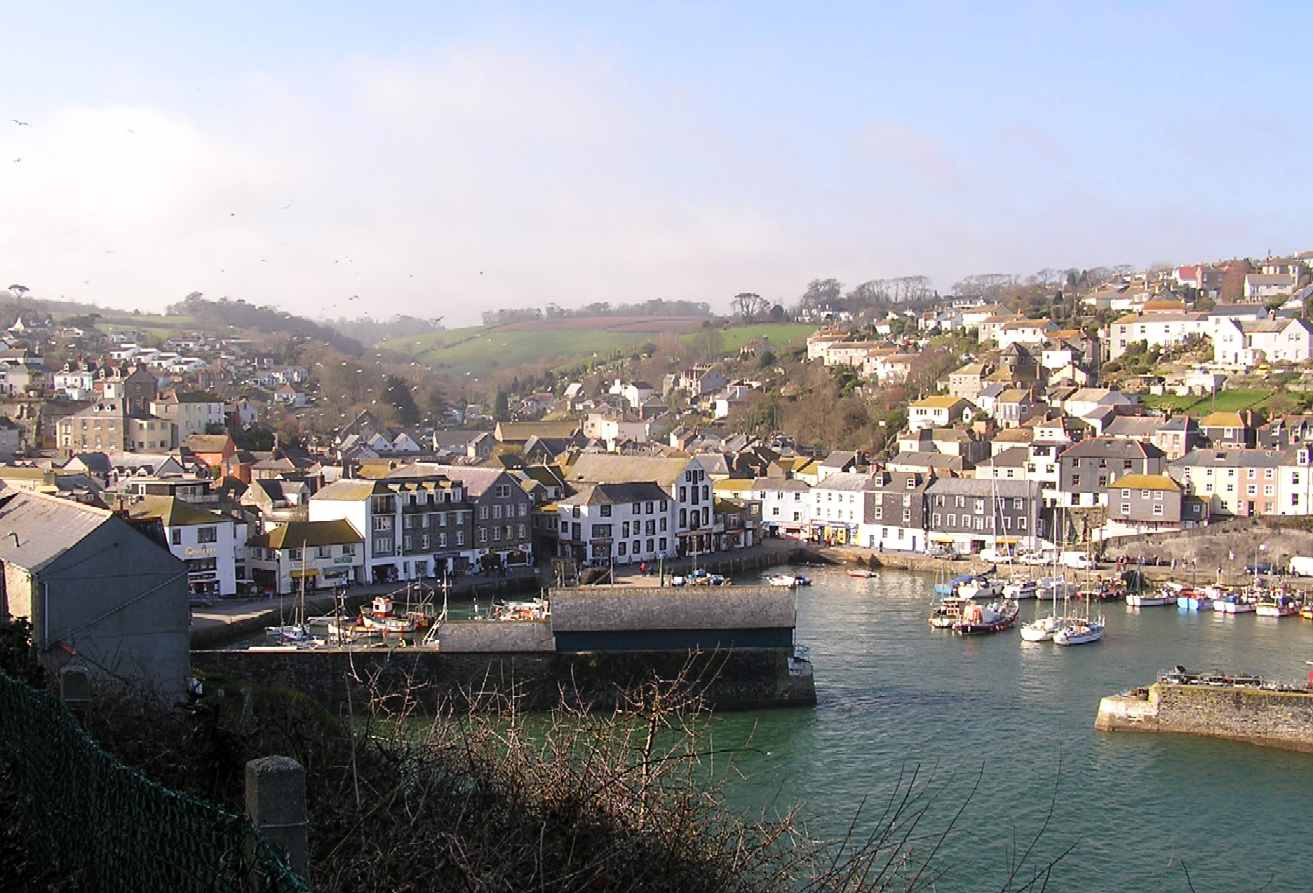
Der Hafen von Mevagissey, Ort einiger Hafenszenen

Gedreht wurde auf Ibiza und in London. Die B&B-Unterkunft am Anfang des Films ist „The Anchorage“, gelegen in der Grafschaft St Ives in Cornwall. Rebecca kommt am Bahnhof von St Erth an und übernachtet im „Tregenna Castle Hotel“, das im Film als „Castle Hotel“ bezeichnet wird. Das Anwesen „Boscarva“ liegt am Westrand von Penzance und heißt „Trereife“, wo auch die Innenaufnahmen entstanden. Die Außenaufnahmen fanden auf dem Trelissick-Gelände (Zufahrt und Terrasse) statt. Rebeccas Wanderung nach „Boscarva“ erstreckt sich über die Landschaft unterhalb Land’s End nahe der Najizal Bay. Die Schlussszene spielt ebenfalls auf Land’s End, dem westlichen Punkt Englands mit den dramatischen Klippen Cornwalls. Die Szenen, die im Hafen spielen, wurden in dem Künstler- und Fischerort St Ives gedreht, der im Film den Namen „Portkerris“ erhielt. Im Hafen von St Ives befindet sich auch der Pub, vor dem Joss zusammengeschlagen wird, der tatsächlich „The Sloop Inn“ heißt. Der Weg, der Rebecca und Andrea zum Fischmarkt führt, liegt in St Ives unterhalb der Kapelle von St. Ives Head mit Blick auf den Porthmeor Strand. Der Fischverkauf fand in St Ives auf dem Smeaton’s Pier statt. Die Hafenszenen mit dem Antiquitätengeschäft von Joss wurden in Mevagissey gedreht. Im Hintergrund sieht man das Shark Angling Centre sowie das Restaurant „Wheel House“. Als Eliot und Rebecca in dessen Oldtimer unterwegs sind, befinden sie sich in Marazion auf der West-End mit Blick auf St Michael’s Mount.

### Veröffentlichung
Stürmische Begegnung wurde am 30. Oktober 1993 erstmals im Programm des ZDF gezeigt.

In Ungarn wurde der Film am 31. Mai 2010 bei Story TV veröffentlicht.
Die Universum Film GmbH gab den Film am 26. April 2004 innerhalb ihrer „Rosamunde Pilcher Collection“ zusammen mit dem Film Wechselspiel der Liebe auf DVD heraus.

## Kritik
TV Spielfilm zeigte mit dem Daumen nach rechts, gab für Spannung und Erotik je einen von drei möglichen Punkten und zog das Fazit: „Triviales Liebes- und Familiengeplänkel“.
Die Bewertung durch den Filmdienst fiel wenig schmeichelhaft aus: „Äußerst langweilige Schmonzette“.